# Tubyza
Tubyza (łac. Diocesis Tubyzanus) – stolica historycznej diecezji w Cesarstwie rzymskim w prowincji Afryka Prokonsularna, sufragania metropolii Kartagina. Współcześnie w Tunezji. Obecnie katolickie biskupstwo tytularne.

## Biskupi tytularni
| Lp. | Biskup             | Funkcja                                   | Od               | Do               |
| --- | ------------------ | ----------------------------------------- | ---------------- | ---------------- |
| 1   | George Roche Evans | biskup pomocniczy Denver (USA)            | 24 lutego 1969   | 13 września 1985 |
| 2   | Lucio Alfert       | wikariusz apostolski Pilcomayo (Paragwaj) | 24 stycznia 1986 |                  |